# Trutz (Film)
Trutz ist ein deutscher Fernsehfilm von Hans-Werner Honert (Regie), der 1991 produziert wurde.

## Handlung
Trutz und Stani sind gute Freunde in der noch jungen DDR. Sie mögen die Musik der Beatles und  schnelle Motorräder. Eines Tages bekommen sie von Stanis Vater ein Paket aus dem Westen, in dem unter anderem auch Jeans enthalten sind, die zu der Zeit in der DDR als Zeichen westlicher Dekadenz gelten. Als solche sind sie gleichzeitig ein Zeichen des Aufbegehrens, wenn man es wagt, sich darin zu zeigen. Genau das tun die beiden, indem sie die Jeans in der Oberschule tragen.
Direktorin Steiner will dieses Zeichen nicht dulden. Sie war im KZ und ist von der Gerechtigkeit ihres Anliegens überzeugt. Zunächst soll die Angelegenheit geräuschlos geregelt werden, denn Trutz ist der Freund ihrer Tochter Brigitte und möglicherweise in absehbarer Zeit ihr Schwiegersohn.
Doch die Schüler geben auch nach stärkerem Druck nicht nach. Schließlich eskaliert der Machtkampf so weit, dass den beiden der Zugang zum Abitur verweigert wird. Steiners Kollege Steffen versucht zu vermitteln, hat aber keinen Erfolg.
Trutz schafft es, Hoffmann zu überreden, in der Schneiderei Jeans zu produzieren, denn danach besteht schließlich ein großer Bedarf. Fast alle jungen Leute wollen unbedingt Jeans haben. Hoffmann lässt die West-Hosen produzieren, bekommt allerdings alsbald Besuch von „oben“ und  die Anweisung, die Jeans zu vernichten.
Stani gibt schließlich nach, übt Selbstkritik und wird wieder zum Abitur zugelassen. Doch die Freundschaft zwischen Stani, Trutz und Brigitte zerbricht unter den Belastungen, und Brigittes bisher vertrauensvolles Verhältnis zu ihrer Mutter wird schwer erschüttert.
Trutz muss hilflos die Vernichtung der gesamten Produktion hinnehmen. Er entkleidet sich bis auf die Jeans und geht mitten auf der Straße in den Regen hinaus.

## Hintergrund
Der Film wurde in Glauchau und in Bautzen gedreht.

## Kritiken
„Ein Film über politische Beschränktheit und erzieherische Intoleranz während der Ulbricht-Ära.“